# 鷲 (トールキン)
鷲（わし、Eagles）は、J・R・R・トールキンの小説、『シルマリルの物語』、『ホビットの冒険』、『指輪物語』に登場する生物で、ヴァラールの一人マンウェの思いによって創られた高貴で強力な生き物である。映像作品では一切表現されていないが、自由の民の言語を話すこともできる。イスタリのガンダルフとは共にマンウェに仕える者としても共通しており、度々協力をする場面がみられた。
火を噴くことはないがその力は竜に匹敵したと言われ、眼光は冥王モルゴスの生み出す漆黒の闇以外のすべてを射抜くとも言われた。上古の時代の鷲の王ソロンドールは翼幅が約54.86m（180フィート）にも達したといわれ、モルゴスの顔を傷つけ「怒りの戦い」を生き延びるなど類いまれなる猛者でもあった。第一紀において顕著な活躍がところどころで見られ、トゥアゴンなどエルフの友としてあり続け、伝聞役やスパイとして機能した。彼らのおかげで、オークなどはゴンドリンに近づけなかった。ソロンドールを始めとする上古の者たちは超絶な大戦「怒りの戦い」の後に不死の国に渡ったとされる。第二紀では、二羽の大鷲たちがヌメノールの監視役として置かれ、ヴァラールへの謀反までその役を続けた。「Three Prayers」の祭りの最中にも、その上空を舞い続けたという。また同時に、メネルタルマの山頂の巡視も務めていたとされ、誰かしら山頂に至るとすぐさま三羽の大鷲たちが現れたという。なお、滅び行くヌメノールの行き着く先と運命、ヌメノールの民の態度を警告するため、ヴァラールが大鷲の形状をした嵐雲を送ったこともあった。
第三紀の折、『ホビットの冒険』では「鳥の王」とその一族が、『指輪物語』の時代では風早彦グワイヒアが鷲達の長、その弟のランドローヴァルと部下のメネルドールなどが隊のメンバーなどとして登場する。グワイヒアは第三紀では最大の個体の一であったにもかかわらず、上古の時代の鷲たちのうち最も小さい者よりもさらに小さかったが、それでもたやすく人を乗せて何リーグも飛べるほどの大きさであった。かれおよびかれの兄弟・仲間達は指輪戦争の折、援軍として駆けつけている。